# Dźhil-e Kaćura
Dźhil-e Kaćura (urdu کچورہ جھیل, trl. Jhīl-e Kacūrā, ang. Kachura Lake) – zespół dwóch górskich jezior rynnowych znajdujących się w dystrykcie Skardu prowincji Gilgit-Baltistan w północnym Pakistanie. Jeziora położone są na wysokości ok. 2500 metrów n.p.m. i dla rozróżnienia nazywane bywają jeziorem Górnym i Dolnym (ang. Upper Kachura Lake i Lower Kachura Lake). Jeziora Kachura leżą u podnóża gór Karakorum w zachodnich Himalajach, w pakistańskim Kaszmirze.
Oba jeziora stanowią popularną atrakcję turystyczną regionu i są odwiedzane przez wędkarzy ze względu na licznie występujące w ich wodach pstrągi potokowe z gatunku Salmo trutta. Nad brzegami dolnego z jezior ulokowany jest hotel. Jego właściciele co roku zarybiają jezioro i sprzedają licencje wędkarskie turystom.

## Jezioro Górne
Jezioro górne charakteryzuje wysoka przejrzystość wody. Ma 70 metrów głębokości i powierzchnię przeszło 50 hektarów. Latem temperatura wody sięga 15 °C, zimą powierzchnia jeziora zamarza.

## Jezioro Dolne
Jezioro dolne ma powierzchnię ok. 25 hektarów. Znajduje się w odległości 29 kilometrów od miasta Skardu.